# Bobby Bennett
Robert J. Bennett (27 de junho de 1938 – 18 de janeiro de 2013), melhor conhecido como Bobby Bennett foi um cantor americano, notável por ser membro do grupo vocal The Famous Flames de 1958 até 1968. Durante seu tempo no grupo, serviu como cantor, compositor, instrumentista, comediante, MC na chamada James Brown Revue. Foi induzido ao Rock and Roll Hall of Fame como membro dos The Famous Flames em 2012.

## Biografia

### Primeiros anos e carreira
Bobby Bennett, nascido Robert J. Bennett em 27 de junho de 1938 em Burlington, Carolina do Norte. Filho de  Robert e Inez Bennett, foi criado na Rauhut Street no Condado de Alamance, e se fornou na Jordan Sellars High School em 1957. De acordo com sua esposa, Sandra, Bennett cantava com o grupo gospel, Harmonizing Five e viajava com eles localmente, além da costa Leste dos Estados Unidos e região Sudeste dos Estados Unidos de Maryland, DC e Virgínia e toda a Flórida. Após a graduação, Bennett recebeu uma bolsa esportiva de quatro anos para a Universidade Agrícola e Técnica do Estado da Carolina do Norte em Greensboro, Carolina do Norte. Durante seu tempo na faculdade, Bennett se formou em Estudos Agrícolas.
Em 1958, Bennett deixou a faculdade durante um intervalo de verão, achando trabalho em Nova Jérsei a fim de arrecadar fundos para o próximo ano de estudo. Após isso, ele visitou Nova Iorque para ver seu velho amigo J. C. Davis, cuja banda, os The Bucket-Heads, estavam tocando para James Brown e os The Famous Flames no Rocklin Place em Nova Iorque pois Davis tinha se tornado o primeiro bandleader de Brown. Bennett e Davis eram amigos de escola e fizeram shows juntos enquanto frequentavam o colegial. Bennett eventualmente se tornou criado de Davis.

### The Famous Flames
Enquanto participava da apresentação, Bennett descobriu através de Davis que um dos Famous Flames, Robert Gram, estava deixando o show para se casar e não iria voltar ao grupo. Davis insistiu que Bennett tentasse o lugar pois sentia que Bennett tinha a voz e o talento. Os teste começaram no Teresa Hotel em Nova Iorque. Bennett passou por vinte outros pretendentes à vaga e se tornou membro em tempo integral dos Famous Flames em 1958, o que fez com que Bennett abandonasse permanentemente a faculdade. Durante o período da entrada de Bennett no grupo, James Brown ainda não tinha se estabelecido como uma força dominante na música e ele próprio ainda se considerava apenas um membro dos Famous Flames. O empresário de Brown, Ben Bart, tinha causado  uma cisão na formação original do grupo após sugerir que o grupo atuasse sob o nome de "James Brown and The Famous Flames" já em seu primeiro sucesso,  "Please, Please, Please". Quando Bennett se juntou ao grupo, os Famous Flames consistiam de Brown, "Baby Lloyd" Stallworth e Johnny Terry.
Ao contrário da crença popular, os The Famous Flames não eram músicos de apoio mas sim um grupo vocal.
O fundador Bobby Byrd, que tinha deixado o grupo em maio de 1957, não era um membro quando Bennett entrou. A partida de Byrd fez com que BRown tomasse o controle do grupo, com a ajuda de Ben Bart. Byrd ocasionalmente apareceria para orientar as apresentações. Sob a insistência de Brown, Byrd voltou ao grupo como membro pouco antes de serem escolhidos para os shows de Little Willie John na primeira aparição do grupo no Apollo Theater em 24 de abril de 1959. Uma das primeiras gravações de Bennett como membro dos Famous Flames foi na canção "Good, Good Lovin'", que se tornou um sucesso regional. Entre 1960 e 1964, Bennett participaria de diversos sucessos com os Flames incluindo "Think", "Bewildered", "I Don't Mind", "Shout and Shimmy", "I'll Go Crazy", "Oh Baby Don't You Weep", "This Old Heart" e outros. Apesar de frequentemente creditarem incorretamente à James Brown como artista solo nestas canções, elas foram gravadas e alcançaram sucesso por todo o grupo, "James Brown and The Famous Flames". Bennett, juntou os outros Famous Flames, também foi autor e co-autor de diversas canções com o grupo. No começo dos anos 1960, os Famous Flames tinham se estabelecido como o principal grupo R&B da época.
Como consequência de seu sucesso, foi sugerido que o grupo gravasse um álbum ao vivo. As apresentações ao vivo do grupo raramente não levavam a plateia ao frenesi. As harmonias bem ajustadas e suas rotinas de dança aumentavam sua popularidade, enquanto se apresentavam em locais como o Regal Theater, em Chicago, o The Royal Theatre em Baltimore, a Cleveland Arena em Cleveland, o Howard Theatre em Washington, D.C. e o Apollo em Nova Iorque. Apesar dos protestos do presidente da King Records, Syd Nathan, que álbuns ao vivo não vendiam, Brown financiou com seu próprio dinheiro o lançamento do álbum Live at the Apollo em  1963, que eventualmente alcançou o número 2 da parada Pop Album da revista Billboard, e venderam mais de um milhão de cópias, um feito sem precedentes para um álbum de R&B na época. Como a maioria do material com participação dos Famous Flames, eles não foram creditados neste álbum que contém apenas o nome de Brown na capa e nos selos, (mas foram apresentados na faixa de introdução do álbum pelo MC Fats Gonder), embora em edições posteriores em CD o grupo tenha sido creditado junto com Brown. O grupo começou a experimentar o sucesso do mainstream após o lançamento deste álbum e em 1965 quando se apresentavam em programas de TV como  The Ed Sullivan Show, programas apresentados por Dick Clark, American Bandstand e Where the Action Is entre outros. O grupo também saiu em turnê internacional se apresentando em locais como  o The Olympia em Paris, o Royal Albert Hall em Londres e aparecendo no programa musical britânico Ready Steady Go!.  A popularidade do grupo de tornou tão massiva que Bennett afirmou: "Estávamos atraindo multidões em todos os lugares que íamos". "Não apenas na América. Poderíamos ir à Londres ou Paris e não conseguíamos nem deixar o hotel para ir a passeios turísticos porque as pessoas nos atacavam."
O grupo também apareceu em dois filme de Hollywood, The T.A.M.I. Show, um filme/concerto lançado em 1964, gravado no Santa Monica Civic Auditorium em 28 e 29 de outubro de 1964, onde o grupo se apresentou antes dos The Rolling Stones; e no filme Ski Party de 1965. Ambos produzidos pela American International Pictures . Bennett contribuiu com James e os outros membros dos Flames em mais álbuns ao vivo de sucesso (top 10 da Billboard), Pure Dynamite! Live at the Royal, onde Bennett foi responsável pelas rotinas de comédia no palco, e  James Brown and the Famous Flames Live at the Garden, embora o show tenha acontecido de fato em Cherry Hill (Nova Jérsei) no Latin Casino. Bennett também contribuiu com álbuns de estúdio tais como Think! e Showtime. A última gravação do grupo foi "Maybe the Last Time", lançado como Lado-B do sucesso "Out of Sight" em 1964. Além de gravar pela King Records, Bennett (e o ex-membro dos Famous Flames, "Baby Lloyd" Stallworth) também gravaram diversos singles solo produzidos por James Brown para outras gravadoras, incluindo para a, agora extinta, Loma Records, uma subsidiária da Warner Bros. Records, onde gravou "Soul Jerk Pts. 1 & 2", sob o nome de Bobby Bennett & The Dynamics. Gravou também para a gravadora da Filadélfia, Len Records, onde fizeram "Show Me" (Len-1010b) além da Philadelphia International Records, onde gravou "Honey Bee" no anos 1970.
A fama e fortuna do grupo crescia, entretanto, James Brown começou a pensar em termos de sucesso solo, além dos Flames, ajudando a trazer a dissensão no grupo, o que Bennett confirmou em uma entrevista ao Cleveland Plain Dealer em 2012. Bennett notou a mudança, afirmando: "no começo, nós todos viajávamos em uma perua, e fazíamos o rodízio ao volante." Assim que o sucesso cresceu, o modo de transporte mudou. Enquanto alguns membros iam de ônibus, Brown trafegava ou em um Cadillac ou em um Learjet; Bennett percebeu isso como sendo "o começo da separação de  James Brown e os Famous Flames". A gravadora do grupo, a King Records, não ajudava pois colocava apenas fotos de Brown nas capas ao invés de todo o grupo, e também omitia o nome do grupo nas capas em que apareciam, incluindo nos álbuns Pure Dynamite e Showtime. Brown também tomou o controle das finanças do grupo, alegadamente tomando a maior parte dos lucros de performances ao vivo e gravações de estúdio para si mesmo, enquanto o resto do grupo ganhava um salário. Quando os outros Flames recusaram esta negociação, Brown respondeu os usando menos em seus discos, posteriormente alegando que eles "não cantavam bem". Os Famous Flames continuaram a apoiar Brown até que mais argumentos sobre dinheiro e royalties e o estresse de estar na estrada levaram   Lloyd Stallworth a sair primeiro em 1966. Bennett também deixou o James Brown Show em 1968. Com seu nome em diversos lançamentos entre 1965 e 1968, mas nenhum dos Flames cantando na gravação, fez com que muitos do público erroneamente acreditassem que os Famous Flames eram a banda de Brown. O último single em que os Famous Flames receberam créditos nos selos foi "Licking Stick – Licking Stick" (King 6166) em 1968. Apenas Byrd participou da gravação com Brown, iniciando um período em que os dois cantaram em duetos em diversos sucessos incluindo "Get Up (I Feel Like Being a) Sex Machine", "Soul Power", "Make It Funky", "Talkin' Loud and Sayin' Nothing" e "Get Up, Get into It, Get Involved". Byrd não recebeu créditos nos selos nestas canções. Por causa disto e outras razões, principalmente por disputas financeiras, o fundador dos Famous Flames, Bobby Byrd também, finalmente deixou o grupo definitivamente em 1973.

### Indução ao Rock and Roll Hall of Fame em 2012
Em 14 de abril de 2012, Bobby Bennett foi induzido retroativamente com o restante dos The Famous Flames ao Rock and Roll Hall of Fame. Quando o cantor principal do grupo, James Brown, foi induzido à turma inaugural do Hall of Fame em 1986, os outros membros de seu grupo, Bennett, Bobby Byrd, Johnny Terry e Lloyd Stallworth, não foram induzidos. Isto causou uma controvérsia que durou 26 anos e intrigou muitos fãs do grupo. Finalmente, em 2012, o Rock and Roll Hall of Fame formou um comitê especial para discutir porque certos grupos pioneiros não foram induzidos nos primeiros anos do Hall of Fame. O comitê decidiu que os The Famous Flames, incluindo Bennett, eram um dos seis grupos automaticamente induzidos ao  Hall of Fame, sem a necessidade de nomeação e votação, sob a premissa que eles deveriam ter sido induzidos juntamente com James Brown em 1986. Bennett, o único membro vivo do grupo, na época, ao 74 anos de idade,  aceitou a nomeação em nome do grupo.
Em entrevista ao Rock Hall na véspera da indução dos Flames, Bobby disse: "James (Brown) era um Flame. Bobby Byrd era um Flame. Lloyd Stallworth era um  Flame e Bobby Bennett (que ainda está aqui), era uma Famous Flame também." "nós nos apresentamos em todo o mundo. "Nós éramos os melhores: melhores dançarinos, melhores cantores, nós éramos bons. Todo mundo abria shows para nós: The O'Jays, Four Tops, Temptations, Smokey Robinson & The Miracles, Gladys Knight & the Pips, Patti LaBelle (and The Bluebelles). Todo mundo trabalhou com James Brown and The Famous Flames. Éramos as estrelas de todo mundo por aí".
O Rock and Roll Hall of Fame premiou os outros membros dos Famous Flames: Bobby Byrd, Lloyd Stallworth, and Johnny Terry, postumamente em 14 de abril de  2012.
Em uma entrevista de 2012 com a revista Goldmine, a famosa revista musical do chamado Oldies, Bobby Bennett, o último membro vivo dos Famous Flames, quando perguntado como gostaria que o grupo fosse lembrado, disse:
"Eu quero que (as pessoas) saibam de uma coisa, nós éramos os Famous Flames… James (Brown) era um Flame. Bobby Byrd era um Flame. Lloyd Stallworth era um  Flame e Bobby Bennett era um Famous Flam... onde quer que tocássemos, nós éramos os Famous Flames. Nunca fomos uma banda, nunca. Éramos três caras que dançavam (e cantavam) com ele e 3 caras que se apresentavam com ele em todo concerto. Não éramos uma banda. Éramos o grupo que trabalhava duro no palco e fazia uma apresentação maravilhosa no palco para todo o público."  A afirmação de sobre os Famous Flames serem um grupo vocal e não "músicos de apoio" foi também confirmada pelo cantor principal do grupo, James Brown, em entrevista de 1982 no Late Show with David Letterman.
Bennett morreu em sua casa em Maryland em 18 de janeiro de 2013, por complicações do diabetes, menos de um ano após a indução do grupo ao Rock and Roll Hall of Fame. Dez anos depois, em 18 de janeiro de 2013, o site do Rock and Roll Hall of Fame postou um artigo em tributo à Bobby.
O ator/coreógrafo Aakomon Jones fez o papel de Bobby Bennett no filme biográfico de James Brown "Get on Up", que estreou nos EUA em 8 de janeiro de 2014. Também foi o coreógrafo do filme.